# Joakim Brodén
Joakim Brodén (Falun, Svédország, 1980. október 5. – ) svéd-cseh származású heavy metal énekes, zenész, a Sabaton frontembere.

## Életpálya
Apja svéd, anyja csehszlovák, ezáltal svéd-cseh kettős állampolgár. 1999-ben alapította meg Pär Sundström basszusgitárossal a Sabatont, melynek nem csak énekes és frontembere, de alkalmi szintetizátorosa és harmadik számú gitárosa, valamint dalszerzője is. Bariton hanggal rendelkezik. Fellépéseken jellegzetes mellényt visel, mely golyóálló páncélzatot jelképez, ismert továbbá mohawk hajstílusáról, négyzetesre nyírt szakálláról és tetoválásairól is. Érdekesség, hogy 2015-ben, egy fogadást követően gyalog ment el egyik koncertjük helyszínére, a norvégiai Trondheimbe - csakhogy ez nem kevesebb, mint 560 km-re volt. Útja során rajongóknál szállt meg. Nagy szenvedélye a flipperezés.

## Diszkográfia
Sabaton
- lásd: Sabaton diszkográfia

Együttműködések
| Dalcím                                    | Együttes           |
| ----------------------------------------- | ------------------ |
| "Lament for Soldier's Glory"[1]           | Desert             |
| "Gates of Glory"[2]                       | Twilight Force     |
| "Rise of the Wise"[3]                     | Wisdom             |
| "Primo Victoria" (Sabaton-feldolgozás)[4] | Van Canto          |
| "Call Me"[5]                              | Pain               |
| "Ibor & Aio"[6]                           | Hulkoff            |
| "Pumping Iron Power"[7]                   | Grailknights       |
| "Heroes of Mighty Magic"[2]               | Twilight Force     |
| "Oh! Majinai"[8]                          | Babymetal          |
| "I Am a Viking"[9]                        | Thobbe Englund     |
| "The Tired Hero"[10]                      | The Metal Alliance |
| "Live or Die"[11]                         | Apocalyptica       |